# Praearchaias
Praearchaias es un género de foraminífero bentónico de la familia Soritidae, de la superfamilia Soritoidea, del suborden Miliolina y del orden Miliolida. Su especie tipo era Praearchaias diyarbakirensis. Su rango cronoestratigráfico abarcaba el Oligoceno.

## Clasificación
Praearchaias incluye a la siguiente especie:
- Praearchaias diyarbakirensis †